# 森特鎮區 (堪薩斯州學托擴縣)
森特鎮區（英語：Center Township）為美國堪薩斯州學托擴縣轄下的鎮區。2010年美国人口普查中該鎮區人口有63人。

## 地理
森特鎮區涵蓋面積144.97平方（55.97平方英里），境內無城市設立。

### 墓園
根據美國地質調查局的資料，此鎮區擁有1座墓園：
- 貝爾納普墓園（Belknap Cemetery）

### 溪流
通過此鎮區的溪流有：
- 貝克斯支溪（Bakers Branch）

## 人口統計
根據2010年美國人口普查，森特鎮區人口有63人，住房39戶，人口密度為0.43人/每平方公里。此鎮區居民之種族有95.24%為白人；0%為非裔美國人；4.76%為美洲原住民；0%為亞裔美國人；0%為太平洋島民；0%為其他種族；另外有0%為混血種族。而西班牙裔或拉丁裔美洲人佔此鎮區人口的0%。

## 外部連結
- City-Data.com （页面存档备份，存于）